# Mein Teil
„Mein Teil” (germană pentru „partea mea” sau „partea mea”, argou pentru „penisul meu”) este o melodie a trupei germane Neue Deutsche Härte Rammstein. A fost lansat ca single principal de pe al patrulea album de studio, Reise, Reise (2004), la 26 iulie 2004. „Mein Teil” a atras controverse în Germania; mass-media a denumit-o „Das Kannibalenlied” („Cântecul canibalului”) datorită versurilor sale referitoare la cazul canibalismului Armin Meiwes, care a contribuit la ridicarea acestuia pe locul doi în topurile muzicale germane după lansarea sa la începutul lunii august 2004. a fost, de asemenea, un hit numărul unu în Spania. Remixurile piesei au fost realizate de Arthur Baker și Pet Shop Boys. „Mein Teil” a fost nominalizat pentru cea mai bună interpretare metalică la 48 de premii Grammy, dar a pierdut în fața „Before I Forget” a lui Slipknot.
| "Mein Teil"                                                          | "Mein Teil"                                                                                               |                  |
| -------------------------------------------------------------------- | --- | ---------------- |
|                                                                      | |                  |
| Single de Rammstein                                                  | |                  |
| din albumul Reise, Reise                                             | |                  |
| B-side                                                               | "Remixes"                                                                                                 |                  |
| Lansat                                                               | 26 July 2004                                                                                              |                  |
| Înregistrat                                                          | 2003 |                  |
| Studio                                                               | El Cortijo (Málaga, Spain)                                                                                |                  |
| Gen                                                                  | - Neue Deutsche Härte - industrial metal - electro-industrial                                             |                  |
| Lungime                                                              | 4:32 |                  |
| Label                                                                | Universal                                                                                                 |                  |
| Scriitori                                                            | - Richard Kruspe - Paul Landers - Till Lindemann - Christian Lorenz - Oliver Riedel - Christoph Schneider |                  |
| Producători                                                          | - Jacob Hellner - Rammstein                                                                               |                  |
| Cronologie Single uri Rammstein                                      | |                  |
| \| "Feuer frei!" (2002) \| "Mein Teil" (2004) \| "Amerika" (2004) \| | |                  |
| "Feuer frei!" (2002)                                                 | "Mein Teil" (2004)                                                                                        | "Amerika" (2004) |

## Inspirația
Piesa este inspirată din cazul lui Armin Meiwes și Bernd Jürgen Armando Brandes. În martie 2001, la Rotenburg an der Fulda, cei doi bărbați în vârstă de 40 de ani s-au întâlnit, au tăiat și gătit penisul lui Brandes și l-au consumat împreună. Ulterior, Meiwes l-a ucis pe Brandes - cu permisiunea lui Brandes - și i-a mâncat rămășițele. Drept urmare, Meiwes a fost condamnat la opt ani și jumătate de închisoare pentru omor, dar ulterior a fost acuzat de crimă și condamnat la închisoare pe viață. Potrivit basistului Oliver "Ollie" Riedel, piesa a apărut după ce "unul dintre membrii noștri a adus un ziar la repetiție și avea o poveste despre tipul canibal din el. Am fost fascinați, șocați și amuzați în același timp". Vocalistul Till Lindemann a declarat: „Este atât de bolnav încât devine fascinant și trebuie doar să existe un cântec despre el”. O frază proeminentă în cântec este „... denn du bist, was du isst, und ihr wisst, was es ist” („Pentru că tu ești ceea ce mănânci și tu (pl.) Știi ce este”).